# Georg Escher
Helmuth Georg Escher (* 8. Dezember 1994 in Stollberg/Erzgeb.) ist ein deutscher Volleyballspieler.

## Karriere
Escher begann seine Karriere bei den L.E. Volleys in Leipzig. Anschließend spielte er in der Nachwuchsmannschaft VC Olympia Berlin. 2013 wechselte der Mittelblocker zu den Netzhoppers Königs Wusterhausen. Mit dem Verein schaffte er 2014 den Aufstieg in die Bundesliga. In der Saison 2014/15 erreichten die Netzhoppers mit Escher das Playoff-Viertelfinale. Anschließend wurde er vom Ligakonkurrenten United Volleys Rhein-Main verpflichtet. Mit den Frankfurtern kam er ins Halbfinale des DVV-Pokals und auf den dritten Platz in der Bundesliga. In der folgenden Saison gab es das Pokal-Aus im Achtelfinale, bevor die United Volleys wieder das Playoff-Halbfinale erreichten. In der Saison 2017/18 erreichte Escher mit dem Verein im DVV-Pokal und in den Bundesliga-Playoffs jeweils das Halbfinale. In der Saison 2018/19 schied er mit Frankfurt im DVV-Pokal und in den Bundesliga-Playoffs jeweils im Viertelfinale gegen die SVG Lüneburg aus. Außerdem nahm er an der Champions League teil, in der die Hessen als Neuling bis in die Gruppenphase kamen. Danach wechselte Escher in die Schweiz zu Volley Amriswil.